# Joan Masgrau i Marcet
Joan Masgrau i Marcet (Barcelona, 1912 - Viladecans, 2003) va ésser el primer alcalde de Viladecans escollit democràticament després del franquisme. Va presidir el consistori del 1979 al 1983. Va presentar-se a les eleccions municipals de 1979 amb el Partit Socialista Unificat de Catalunya (PSUC) i a les de 1983 amb el Partit dels i les Comunistes de Catalunya (PCC). A les eleccions municipals de 1983 Joan Masgrau no va prendre possessió com a regidor.

## Biografia
Poc temps després de néixer a Barcelona, els seus pares Ramon i Júlia, van anar a viure primerament a Els Monjos a tocar de Vilafranca del Penedès i uns anys després a Vilanova i la Geltrú. Masgrau cursà els seus primers estudis amb els escolapis. Fou durant la República que la família Masgrau s'instal·là definitivament a Viladecans obrint graneria al número 64 de l'actual avinguda de la Generalitat. De la bondat, tranquil·litat i seny de la seva mare, a la qual el veïnat coneixia com la “Senyora Júlia”, encara en queden testimonis. Del seu pare en canvi, aquests testimonis, només en poden dir que era tot un tràfec. Al comerç de casa hi feu el primer aprenentatge laboral, però no sols ell sinó també dos germans que tingué, en Pere, que morí al front republicà de la guerra civil i en Ramon, quinze anys més petit, que acabà dedicat tota la vida al comerç, en aquest cas de materials per a la construcció.
Masgrau de jove, buscant anar més enllà de la tradició paterna, en Joan entrà a treballar a la Cambra de Comerç de Barcelona i és en aquest àmbit laboral on va arrencar l'agitada joventut viscuda. S'afilià al CADCI, mena d'associació-sindicat del que en deien proletariat mercantil. Havia estat fundat el 1903, per joves vinculats a la Lliga Regionalista, al cafè dels 4 Gats, amb el nom de Centre Autonomista de Dependents del Comerç i la Indústria. La acció social i reivindicativa dels seus membres els anà decantant vers Estat Català i la Unió Socialista de Catalunya de Rafel Campalans per, finalment, acabar fent costat al nou PSUC en la guerra de 1936-1939. Durant els fets del 6 d'octubre de 1934, quan el president Companys proclamà la República Catalana, la seu del CADCI a la Rambla de Santa Mònica fou un dels escenaris d'enfrontament armat amb l'exèrcit espanyol en defensa de la Generalitat. En Joan Masgrau era “catalanista i anticapitalista” dit en paraules de la seva neboda Maria Àngels.
Durant els fets de maig de 1937 a Barcelona, en què s'enfrontaren els partidaris de fer la revolució amb els partidaris de primer guanyar la guerra i salvar la República, el Regiment Pirinenc fou l'encarregat de custodiar el Palau de la Generalitat. Allà hi era ell. Uns mesos després d'això, el regiment va ser integrat a l'Exèrcit de l'Est de la República Espanyola que operava en la zona del Pirineu a Bielsa i en Joan, tenint llavors vint-i-quatre anys, fou nomenat comissari polític de batalló el 27 de novembre de 1937, quan s'establí la cadena de comandament polític, paral·lela al militar, per assegurar la fidelitat republicana dels uniformats. Aquest és un segon tret que el durà a ser empresonat durant el franquisme l'any 1961.
Derrotada la República, hagué de passar a l'exili a França per salvaguardar vida i llibertat. Exiliar-se, no és una decisió massa personal que diguem, és més decisió del poderós que et diu que no ets dels seus, que fas nosa i que si no desapareixes ràpidament, acabarà empresonant-te o et farà matar. En el camp de concentració d'Argelers conegué la Trini, amb la qual posteriorment es casà. Trinitat Farré Gili, era una militant comunista del PSUC nou anys més gran que ell, de les que en deien “de armas tomar”, amb responsabilitats dins el Socors Roig Internacional. Exiliat a Tolosa de Llenguadoc, Masgrau s'involucrà en la resistència francesa a l'ocupació nazi, fent volar ponts, descarrilar trens portadors d'armes, i fent de correu clandestí. Després de la victòria aliada, encara, es dedicà al pas clandestí per Andorra i muntanyes dels voltants de persones que volien tornar, entre elles alguns dels alliberats del camp de Mauthausen, L'any 1947, tornà a casa, a Viladecans, amb la Trini. Tornà desil·lusionat, de resultes del desinterès aliat per fer caure a qui, ajudat per Hitler i Mussolini, havia ensorrat la República. Acabaren el desterrament tornant per sobreviure bo i sotmetent-se a l'esquifida vida social, escarransida vida cultural i nul·la vida política dels 4.000 habitants que llavors tenia Viladecans. Masgrau i la seva dona tenien trenta-cinc i quaranta-quatre anys, respectivament. No tingueren fills.

## Accions com a batlle de Viladecans
Amb la tornada de la democràcia, Masgrau, que encapçalava la candidatura del PSUC a l'alcaldia de Viladecans, va ser designat alcalde gràcies a un pacte de les forces d'esquerra des del 1979 fins a l'any 1983. El batlle de la democràcia passarà a la història de Viladecans per haver-se dedicat a pal·liar la mancança d'equipaments al municipi, per impulsar la zona industrial i per construir noves escoles. Va recuperar l'antic escorxador com a Auditori Pablo Picasso i va promoure la construcció de zones verdes del municipi.
La piscina municipal, ubicada a Torre Roja, porta el seu nom.